# Governo Moro IV
Il Governo Moro IV è stato il trentunesimo esecutivo della Repubblica Italiana, il quarto della VI legislatura.
Rimase in carica dal 23 novembre 1974 al 12 febbraio 1976, per un totale di 446 giorni, ovvero 1 anno, 2 mesi e 20 giorni.
Il governo ottenne la fiducia dal Senato il 5 dicembre 1974 con 190 voti a favore e 113 contrari.
Il governo ottenne la fiducia dalla Camera il 7 dicembre 1974 con 355 voti a favore e 226 contrari.
Moro si dimise in seguito all'uscita dalla maggioranza del Partito Socialista Italiano.

## Storia
La fine del quinto governo Rumor pose fine alla formula di centro-sinistra, tuttavia non vi era una maggioranza di ricambio. La crisi era di quelle definite "al buio", e il presidente della Repubblica Leone ricorse a tre giri di consultazioni solo per poter conferire un mandato esplorativo. La DC era divisa e vi erano oppositori interni alla gestione autoritaria di Fanfani. Dopo una lunga e infruttuosa serie di consultazioni, che vide fallire un tentativo di Fanfani, la DC riuscì a trovare un'intesa sul nome di Aldo Moro: le sue doti di cattolico progressista e grande mediatore ne facevano la figura ideale per un governo che doveva affrontare temi difficili come l'aborto, il diritto di famiglia e la riforma della RAI. 
Le elezioni amministrative del 12 giugno 1975, col PCI che raggiunse il 33% e la prima apparizione dell'estrema sinistra, unita nel cartello di Democrazia Proletaria, portarono ad un lento logoramento della fragile alleanza DC-PRI, con socialisti e socialdemocratici che garantivano solo un appoggio esterno e il PCI che premeva da sinistra per essere coinvolto nelle decisioni.

## Compagine di governo

### Sostegno parlamentare
| Camera dei deputati | Camera dei deputati | Seggi                |
| ------------------- | --- | -------------------- |
|                     | Democrazia Cristiana Partito Socialista Italiano Partito Socialdemocratico Italiano Partito Repubblicano Italiano Südtiroler Volkspartei Union Valdôtaine Totale Maggioranza | 266 61 29 15 3 1 375 |
|                     | Partito Comunista Italiano Movimento Sociale Italiano Partito Liberale Italiano Totale Opposizione                                                                           | 179 56 20 255        |
| Totale              | Totale | 630                  |

| Senato della Repubblica | Senato della Repubblica | Seggi               |
| ----------------------- | --- | ------------------- |
|                         | Democrazia Cristiana Partito Socialista Italiano Partito Socialdemocratico Italiano Partito Repubblicano Italiano Südtiroler Volkspartei Union Valdôtaine Totale Maggioranza | 135 33 11 8 2 1 190 |
|                         | Partito Comunista Italiano Movimento Sociale Italiano PSI di Unità Proletaria Sinistra Indipendente Partito Liberale Italiano Totale Opposizione                             | 74 26 11 9 5 125    |
| Totale                  | Totale | 315                 |

### Appartenenza politica
- Democrazia Cristiana (DC): Presidente del consiglio, 19 ministri, 39 sottosegretari
- Partito Repubblicano Italiano (PRI): Vicepresidente del consiglio, 4 ministri, 4 sottosegretari

### Provenienza geografica
| Regione               | Presidente | Vicepresidente | Ministri | Sottosegretari | Totale |
| --------------------- | ---------- | -------------- | -------- | -------------- | ------ |
| Puglia                | 1          | -              | 2        | 4              | 7      |
| Sicilia               | -          | 1              | 2        | 5              | 8      |
| Veneto                | -          | -              | 4        | 4              | 8      |
| Lombardia             | -          | -              | 3        | 5              | 8      |
| Lazio                 | -          | -              | 2        | 4              | 6      |
| Toscana               | -          | -              | 2        | 2              | 4      |
| Basilicata            | -          | -              | 2        | 1              | 3      |
| Campania              | -          | -              | 1        | 2              | 3      |
| Sardegna              | -          | -              | 1        | 2              | 3      |
| Calabria              | -          | -              | -        | 3              | 3      |
| Emilia-Romagna        | -          | -              | -        | 3              | 3      |
| Liguria               | -          | -              | 1        | 1              | 2      |
| Marche                | -          | -              | 1        | 1              | 2      |
| Piemonte              | -          | -              | 1        | 1              | 2      |
| Umbria                | -          | -              | -        | 2              | 2      |
| Friuli-Venezia Giulia | -          | -              | 1        | -              | 1      |
| Abruzzo               | -          | -              | -        | 1              | 1      |
| Molise                | -          | -              | -        | 1              | 1      |
| Trentino-Alto Adige   | -          | -              | -        | 1              | 1      |

## Composizione
| Presidenza del Consiglio dei ministri                                                           | Presidenza del Consiglio dei ministri | Presidenza del Consiglio dei ministri | Presidenza del Consiglio dei ministri | Presidenza del Consiglio dei ministri |
| Carica                                                                                          | Titolare                              | Titolare                              | Titolare                              | Sottosegretario di Stato alla Presidenza del Consiglio |
| ----------------------------------------------------------------------------------------------- | ------------------------------------- | ------------------------------------- | ------------------------------------- | --- |
| Presidente del Consiglio dei ministri                                                           |                                       |                                       | Aldo Moro (DC)                        | - Angelo Salizzoni (DC) Segretario del Consiglio dei ministri - Francesco Compagna (PRI) Delega all'organizzazione della pubblica amministrazione - Guglielmo Nucci (DC) Delega agli interventi straordinari nel Mezzogiorno - Alberto Spigaroli (DC) Delega ai beni culturali e ambiente (fino al 14/12/1974) |
| Vicepresidente del Consiglio dei ministri                                                       |                                       |                                       | Ugo La Malfa (PRI)                    | - Angelo Salizzoni (DC) Segretario del Consiglio dei ministri - Francesco Compagna (PRI) Delega all'organizzazione della pubblica amministrazione - Guglielmo Nucci (DC) Delega agli interventi straordinari nel Mezzogiorno - Alberto Spigaroli (DC) Delega ai beni culturali e ambiente (fino al 14/12/1974) |
| Ministri senza portafoglio                                                                      |                                       |                                       |                                       | |
| Coordinamento delle iniziative per la ricerca scientifica e tecnologica                         |                                       |                                       | Mario Pedini (DC)                     | Mario Pedini (DC) |
| Organizzazione della pubblica amministrazione                                                   |                                       |                                       | Francesco Cossiga (DC)                | Francesco Cossiga (DC) |
| Problemi relativi alle regioni                                                                  |                                       |                                       | Tommaso Morlino (DC)                  | Tommaso Morlino (DC) |
| Beni culturali e ambiente (fino al 14/12/1974)                                                  |                                       |                                       | Giovanni Spadolini (PRI)              | Giovanni Spadolini (PRI) |
| Ministero                                                                                       | Ministri                              | Ministri                              | Ministri                              | Sottosegretari di Stato |
| Affari esteri                                                                                   |                                       |                                       | Mariano Rumor (DC)                    | - Adolfo Battaglia (PRI) - Francesco Cattanei (DC) - Luigi Granelli (DC) |
| Interno                                                                                         |                                       |                                       | Luigi Gui (DC)                        | - Girolamo La Penna (DC) - Decio Scardaccione (DC) - Giuseppe Zamberletti (DC) |
| Grazia e giustizia                                                                              |                                       |                                       | Oronzo Reale (PRI)                    | - Renato Dell'Andro (DC) |
| Bilancio e programmazione economica (con incarico agli interventi straordinari nel Mezzogiorno) |                                       |                                       | Giulio Andreotti (DC)                 | - Salvatore Lima (DC) |
| Finanze                                                                                         |                                       |                                       | Bruno Visentini (PRI)                 | - Giuseppe Cerami (DC) - Luigi Michele Galli (DC) - Filippo Maria Pandolfi (DC) |
| Tesoro                                                                                          |                                       |                                       | Emilio Colombo (DC)                   | - Lucio Abis (DC) - Francesco Fabbri (DC) - Antonio Mario Mazzarrino (DC) |
| Difesa                                                                                          |                                       |                                       | Arnaldo Forlani (DC)                  | - Onorio Cengarle (DC) - Luigi Dalvit (DC) - Luciano Radi (DC) |
| Pubblica istruzione                                                                             |                                       |                                       | Franco Maria Malfatti (DC)            | - Francesco Smurra (DC) - Giorgio Spitella (DC) - Giacinto Urso (DC) |
| Lavori pubblici                                                                                 |                                       |                                       | Pietro Bucalossi (PRI)                | - Gian Aldo Arnaud (DC) |
| Agricoltura e foreste                                                                           |                                       |                                       | Giovanni Marcora (DC)                 | - Arcangelo Lobianco (DC) - Carlo Felici (DC) |
| Trasporti e aviazione civile                                                                    |                                       |                                       | Mario Martinelli (DC)                 | - Costante Degan (DC) - Giuseppe Sinesio (DC) |
| Poste e telecomunicazioni                                                                       |                                       |                                       | Giulio Orlando (DC)                   | - Giuseppe Fracassi (DC) |
| Industria, commercio e artigianato                                                              |                                       |                                       | Carlo Donat-Cattin (DC)               | - Egidio Carenini (DC) - Nino Cristofori (DC) |
| Sanità                                                                                          |                                       |                                       | Antonino Pietro Gullotti (DC)         | - Franco Foschi (DC) - Biagio Pinto (PRI) |
| Commercio con l'estero                                                                          |                                       |                                       | Ciriaco De Mita (DC)                  | - Ignazio Vincenzo Senese (DC) |
| Marina mercantile                                                                               |                                       |                                       | Giovanni Gioia (DC)                   | - Gianuario Carta (DC) - Primo Lucchesi (DC) |
| Partecipazioni statali                                                                          |                                       |                                       | Antonio Bisaglia (DC)                 | - Francesco Bova (DC) - Aristide Gunnella (PRI) |
| Lavoro e previdenza sociale                                                                     |                                       |                                       | Mario Toros (DC)                      | - Tina Anselmi (DC) - Manfredi Bosco (DC) - Alberto Del Nero (DC) |
| Beni culturali e ambiente (dal 14/12/1974)                                                      |                                       |                                       | Giovanni Spadolini (PRI)              | - Alberto Spigaroli (DC) |
| Turismo e spettacolo                                                                            |                                       |                                       | Adolfo Sarti (DC)                     | - Antonino Drago (DC) |

## Cronologia

### 1974

#### Ottobre
- 4-6 ottobre: il capo dello stato fissa l'avvio delle consultazioni al 7 ottobre. La crisi è subito definita "al buio" in quanto appare imprevedibile quantificarne la durata e ipotizzarne la soluzione. L'unica certezza è che il PSDI, che l'ha voluta, è isolato nella richiesta di elezioni anticipate con la sgradita compagnia del MSI-DN. Mentre i partiti decidono la posizione da assumere Carlo Donat-Cattin, leader della corrente democristiana Forze nuove, rilascia a Il Secolo XIX una clamorosa intervista: dieci giorni prima della partenza di Giovanni Leone e Aldo Moro per gli Stati Uniti l'ambasciatore americano a Roma, John Volpe, lo avrebbe convocato per comunicargli la necessità di anticipare la fine della legislatura allo scopo di lavorare a un governo di centro destra DC-PSDI-PRI-PLI. Donat Cattin ipotizza una manovra congiunta tra Fanfani, Tanassi e Volpe, ma ritiene l'ipotesi di un centro-destra impossibile perché da nuove elezioni le sinistre del PCI, del PDUP e dei radicali trarrebbero solo un grande vantaggio.[8]
- 8 ottobre: il capo dello stato avvia le consultazioni. Tutti i partiti, tranne PSDI e MSI-DN, si schierano contro l'ipotesi di elezioni anticipate. La DC si esprime per un nuovo esecutivo di centro-sinistra presieduto da Fanfani. I democristiani chiedono altresì che la formula di centro-sinistra venga adottata senza eccezioni nelle giunte locali a partire dalle elezioni regionali del 1975, ma il vero ostacolo alla soluzione della crisi è la frattura socialista. I socialdemocratici accusano infatti il PSI di essere responsabile della caduta di molte giunte e di aver favorito amministrazioni con la partecipazione del PCI.
La procura di Milano emette un mandato di cattura nei confronti di Michele Sindona. La notizia non è confermata dal giudice istruttore competente: l'imputazione sarebbe la conseguenza dei primi risultati della procedura fallimentare condotta dall'avvocato Giorgio Ambrosoli per il crack da 400 miliardi di lire della Banca Privata Italiana, 200 dei quali erogati dal Banco di Roma in consorzio con la Banca Commerciale Italiana e il Credito Italiano per far fronte alla corsa dei correntisti al ritiro del proprio denaro.[9]

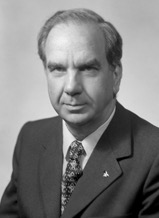
Giovanni Spagnolli

- 10 ottobre: il capo dello stato conferisce un mandato esplorativo al presidente del Senato Giovanni Spagnolli. L'incarico è di sondare i partiti della coalizione uscente per verificare se esistono le condizioni per la ricostituzione di un esecutivo di centro-sinistra, per il quale verrà eventualmente incaricato Fanfani.[10]
- 12 ottobre: a pochi giorni dalla richiesta di arresto di Michele Sindona, il settimanale Panorama pubblica una clamorosa intervista con un collaboratore del bancarottiere, latitante negli Stati Uniti, che secondo alcuni quotidiani va identificato nel suo vice Carlo Bordoni. L'intervista lancia pesanti accuse di collusione tra Sindona e la DC; quest'ultima avrebbe infatti ricevuto una serie di finanziamenti erogati illegalmente dalla Banca Privata Italiana: due miliardi in cambio della nomina di Mario Barone, uomo di Andreotti, ad amministratore delegato del Banco di Roma, che avrebbe erogato a sua volta cinquanta milioni di dollari alla Società Generale Immobiliare attraverso la filiale di Nassau; tre miliardi di lire per l'approvazione dell'aumento del capitale della sindoniana FINAMBRO a 160 miliardi; 750 milioni al mese a fondo perduto a partire dal gennaio 1972.
- 15 ottobre: il mandato esplorativo di Spagnolli si conclude senza un risultato chiaro. Fanfani fa sapere che senza una precisa unità di intenti nella DC non accetterà alcun incarico, ma poche ore dopo annuncia di averlo accettato. Fanfani sarebbe sceso in campo solo per le insistenze del capo dello stato, al quale è stato riferito che ad onta delle difficoltà i quattro partiti del centro-sinistra sarebbero propensi a ricostituire l'alleanza.
Michele Sindona si fa vivo da Ginevra, contesta il mandato di cattura e annuncia di aver ingaggiato una squadra di sei avvocati per rispondere punto per punto all'atto di accusa.[11]
- 16 ottobre: la procura di Roma convoca l'autore della discussa intervista a Panorama e apre un'inchiesta sui finanziamenti illeciti da parte di Sindona alla DC e agli partiti di governo.[12]
- 18 ottobre: la direzione del PSI sottopone a Fanfani un documento che riassume le posizioni del partito sul tema delicato dell'economia. Il sì dei socialisti è condizionato all'approvazione delle leggi di riforma della RAI, dell'ordinamento carcerario, dei servizi segreti e del diritto di famiglia (compreso il voto ai diciottenni), ad una lotta senza tregua all'inflazione e al carovita e all'impegno a non rinviare le elezioni regionali previste per la primavera del 1975.
La procura di Milano invia cinquanta comunicazioni giudiziarie ad altrettanti collaboratori di Michele Sindona, tra i quali gli esponenti democristiani Orio Giacchi e Piero Schlesinger, il finanziere del vaticano Massimo Spada e il genero del bancarottiere Pier Sandro Magnoni. L'ipotesi di reato è bancarotta fraudolenta, falso in bilancio ed esportazione illecita di capitali all'estero.[13]
- 20 ottobre: dopo due giri di consultazioni coi quattro partiti della maggioranza uscente Fanfani ammette che la soluzione della crisi appare lontana, al punto che la possibilità delle elezioni anticipate si fa più concreta. Lo scoglio è lo scontro tra il PSI, che auspica la collaborazione almeno esterna del PCI al governo, e la destra del PSDI (Orlandi e Tanassi) che guarda invece con favore ai liberali e confida nelle elezioni per un allargamento a destra dell'area di governo.[14]
- 22 ottobre: il presidente della Bastogi Tullio Torchiani è coinvolto nell'inchiesta sul fallimento delle banche di Michele Sindona.[15]
- 24-28 ottobre: dopo tre giri di consultazioni e altrettanti confronti su diversi documenti programmatici Fanfani rimette il mandato per l'ostilità della destra socialdemocratica alla ricostituzione del centro-sinistra. Mentre il capo dello stato avvia un secondo giro di consultazioni quasi tutti i partiti ribadiscono il no a elezioni anticipate. La DC, determinata a ricostituire il centro-sinistra, indica Aldo Moro, ovvero il suo più convinto assertore, al quale Leone conferisce l'incarico con la formula del mandato ampio.[16]

#### Novembre
- 1º novembre: la libreria internazionale Paesi Nuovi di Roma ospita un convegno intitolato "Il diritto di famiglia non può più aspettare". Organizzato dall'Unione donne italiane vi prendono parte Tullia Carrettoni, Elena Gatti Caporaso (PSI) Attilio Esposto (PCI), Beatrice Rangoni Machiavelli (PLI) Carla Ravaioli (sinistra indipendente) e Giovanni Maria Flick (all'epoca giudice del tribunale di Roma). Tema dell'incontro le questioni controverse della riforma, dal riconoscimento dei figli illegittimi alla parità tra i coniugi, oggetto di opposizione da parte del Vaticano.
Su mandato della procura di Padova il generale Vito Miceli viene arrestato con l'accusa di cospirazione per un'insurrezione armata contro i poteri dello stato.[17]
- 2-3 novembre: Moro riceve i ministri economici del governo uscente e il governatore della Banca d'Italia per discutere gli aspetti più urgenti della situazione economica italiana. L'incontro, secondo la stampa, è finalizzato all'intenzione di formare un monocolore DC con tecnici qualificati espressi dai partiti per prendere tempo e preparare con comodo l'intesa per un nuovo esecutivo politico. Tale soluzione, secondo la destra socialdemocratica, renderebbe la prospettiva del centro-sinistra ancora più problematica. Da un secondo giro di consultazioni emerge che socialisti, socialdemocratici saragattiani e repubblicani sono favorevoli al monocolore con appoggi esterni.
su rinvio della pretura di Monfalcone la Corte costituzionale dichiara illegittimo l'art. 505 del codice penale nella parte in cui si punisce lo sciopero per fini non contrattuali. Sulla base degli articoli 3 e 40 della Costituzione i lavoratori hanno diritto di scioperare anche per motivazioni politiche.
il presidente incaricato sottopone ai potenziali alleati un documento programmatico per un monocolore democristiano con appoggio esterno. Secondo socialisti e repubblicani ci sono numerose convergenze sul programma, in particolare su credito, inflazione e recessione.[18]
- 2 novembre: il procuratore di Roma Claudio Vitalone emette 21 mandati di cattura contro altrettante persone coinvolte a vario titolo nell'inchiesta sull'operazione Rosa dei venti, che ha portato all'arresto del generale Miceli.

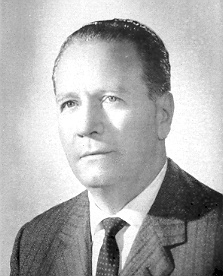
Egidio Ariosto

- 10 novembre: in vista del possibile accordo di governo Mario Tanassi ribadisce il suo no ad un monocolore in un discorso pronunciato a Frosinone. A nome della destra socialdemocratica il segretario sostiene un centro-sinistra chiaro nei rapporti tra i partiti della maggioranza e dell'opposizione. Nel testo ufficiale del discorso diffuso alla stampa manca tuttavia una considerazione testimoniata dal senatore saragattiano Egidio Ariosto sulla possibilità di intercettare il voto della sinistra del MSI-DN ostile alla segreteria di Giorgio Almirante. La notizia scatena le proteste dei socialisti, per i quali è una conferma della volontà socialdemocratica di spostare a destra l'asse del governo.[19]
- 13 novembre:Aldo Moro presenta il suo progetto di governo a socialdemocratici, socialisti e repubblicani. Se il programma trova il favore del PSI e nel PRI, si scontra con l’opposizione del PSDI.
- 17-18 novembre: elezioni amministrative: circa 1.300.000 elettori votano per la provincia di Avellino, i comuni capoluogo di Trento, Bolzano, Isernia, Frosinone, Matera e un centinaio di comuni prevalentemente sopra i 5.000 abitanti. In netto regresso la DC (che perde la maggioranza in molti centri) il PSDI, il PLI e il MSI-DN, la consultazione vede vincitori socialisti, comunisti e repubblicani.[20]
- 18-24 novembre: dopo aver temporeggiato per una settimana, dando modo alla destra interna di lavorare all'affossamento dell'incarico a Moro, Fanfani convoca la direzione della DC, che conferma la fiducia nel tentativo in corso. A seguito di un colloquio tra Fanfani e La Malfa democristiani e repubblicani si accordano per un governo a due, DC e PRI, che gode dell'appoggio esterno del PSI. La direzione del PSDI, preso atto dell'accordo e del deludente risultato delle amministrative, si adegua alla situazione. Moro scioglie la riserva e annuncia un governo bicolore con Ugo La Malfa vice-presidente, ma la formazione dell'esecutivo si rivela problematica per lo scontro tra le correnti della DC. All'annuncio della lista, con molti esponenti del centro e della destra DC e l'esclusione dei capicorrente di sinistra, cui segue quella dell'astensione dei liberali in parlamento, il PSI polemizza con Moro e Fanfani per una non richiesta "coloritura" di centrismo dell'esecutivo. Il nuovo governo giura nelle mani del capo dello stato il 23 novembre[21]
- 25 novembre: la Congregazione per la dottrina della fede pubblica un documento contro l'approvazione di una legge che depenalizzi l'aborto. L'occasione è il dibattito al parlamento francese di un progetto legislativo in materia. Secondo l'ex Sant'Uffizio un cristiano ha il dovere di non ubbidire a una legge immorale, non partecipare a una campagna di opinione favorevole a essa e non suffragarla col proprio voto.[22]
- 30 novembre: consiglio dei ministri: a tre ore dall'ennesima scadenza della convenzione tra lo stato e la Rai il governo approva il disegno di legge di riforma del sistema radiotelevisivo pubblico, frutto di un'elaborazione iniziata nel 1969. Il controllo dell'ente passa dal governo al parlamento: il consiglio di amministrazione, che elegge a scrutinio segreto presidente e direttore generale, è formato da sei membri espressi dall'IRI, sei dalla commissione parlamentare di vigilanza e 4 dalle assemblee regionali. Viene istituito un secondo telegiornale per la seconda rete in sostituzione del TG unificato.

#### Dicembre
- 3-7 dicembre: il governo si presenta alle camere. La fiducia passa al Senato con 190 voti favorevoli e 113 contrari, alla Camera con 355 voti a favore e 226 contrari. Votano contro PCI e MSI-DN, si astengono i liberali e - alla Camera - un valdostano a titolo personale.
- 9-11 dicembre: sette ministri del governo Andreotti-Malagodi sono indagati dalla procura di Roma per truffa aggravata ai danni dello stato, falso in atto pubblico e abuso di ufficio. Secondo l'accusa Dionigi Coppo, Matteo Matteotti, Guido Gonella, Oscar Luigi Scalfaro, Vittorio Badini Confalonieri, Mauro Ferri e Remo Gaspari avrebbero abusato del decreto 30 giugno 1972, n. 748, per l'esodo dei superburocrati di stato, mandati anzitempo in pensione con liquidazioni e assegni d'oro. Secondo la Corte dei conti, da cui è partita l'inchiesta, nei ministeri degli indagati i posti vacanti sono stati coperti con chiamate e procedure irregolari.[23]
- 11 dicembre: il vice-presidente del consiglio Ugo La Malfa, coordinatore della politica economica del governo, presiede un vertice coi ministri del tesoro, delle finanze, dell'industria e del lavoro per decidere atteggiamento e proposte del governo in vista dell'incontro coi sindacati.[24]
- 11-14 dicembre: comitato centrale del PCI: in vista del congresso nazionale Enrico Berlinguer illustra le proposte del partito comunista che saranno dibattute nell'assise convocata per il 18 marzo 1975. La crisi del capitalismo e il ruolo dei paesi del terzo mondo sono al centro della relazione del segretario, rieletto per acclamazione.[25]
- 11-12 dicembre: comitato centrale del PSI: Francesco De Martino conferma a nome della maggioranza la lealtà all'esecutivo, ma invoca un rinnovamento dei rapporti con la DC. Il centro-sinistra è ormai superato, sostiene il segretario, ed è necessario avviare un dialogo col PCI. Convocato il congresso nazionale per l'ottobre del 1975.[26]
- 13 dicembre: oltre mille medici sono indagati per falso in atto pubblico e truffa ai danni delle mutue, L'accusa è di aver percepito centinaia di milioni di lire soprattutto per visite mai avvenute.[27]
- 19 dicembre: al termine della visita ufficiale di Giovanni Leone l'Iran annuncia un'apertura di credito verso l'Italia di cinque miliardi di dollari da destinare a investimenti produttivi.
Il ministro dell'Industria Carlo Donat-Cattin sottoscrive un accordo con i sindacati per la riduzione delle tariffe elettriche alle utenze che impegnano fino a 3 Kw. Secondo i calcoli del ministero riguarderà 13 milioni di utenti per un risparmio di 127 miliardi, che sarà coperto da un aumento del 15% alle utenze industriali.[28]
- 23 dicembre: consiglio dei ministri: viene approvato il disegno di legge di riforma sulla detenzione e l'uso di armi da fuoco ed esplosivi, che istituisce il catalogo nazionale delle armi permesse e proibite.
- 25 dicembre: durante l'omelia di Paolo VI per la messa di natale un gruppo di radicali si colloca sul confine Italia-Vaticano di piazza San Pietro e srotolano tre striscioni a favore dell'aborto e contro l'ingerenza delle gerarchie ecclesiastiche in materia. La manifestazione è sciolta dalla polizia.[29]
- 31 dicembre: entrano in vigore diversi aumenti decisi dal governo e dal comitato interministeriale prezzi: le sigarette aumentano tra 10 e 50 lire le nazionali, tra 50 e 150 le estere, per un maggiore introito da 723 a 815 miliardi; il canone TV passa da 12.000 a 19.000 lire, per un maggiore introito di 83 miliardi, 70 dei quali destinati alla RAI; aumento del 15% sulle autostrade non gestite dall'IRI o dall'ANAS; aumenta da 42,5 a 49.000 lire a tonnellata l'olio combustibile, per adeguare gli introiti delle compagnie petrolifere ai nuovi prezzi internazionali.[30]

### 1975

#### Gennaio
- 6 gennaio: I Congresso nazionale di Lotta Continua a Roma. Presenti circa 1000 delegati eletti da 85 Congressi provinciali. Vi partecipano come osservatori rappresentanti del PDUP, della Federazione giovanile socialista, di Avanguardia operaia, della Gioventù Aclista, della FLM. Numerose le delegazioni straniere. Al centro del Congresso l’irrisolto problema del passaggio da movimento a «partito». Tre linee si confrontano: Adriano Sofri e Guido Viale puntano alla rottura della DC e il PCI al governo, Luigi Bobbio guarda ad una nuova «grande sinistra» con una radicale mutazione del PCI, una terza componente movimentista punta alla radicalizzazione delle lotte. Il Congresso decide, non senza contrasti, di invitare a votare PCI alle prossime elezioni amministrative a giugno. Una scelta in polemica con la strategia comunista del «compromesso storico» e finalizzata alla prospettiva della «sinistra di governo».
- 7 gennaio: ascoltato dalla commissione bilancio della Camera il presidente dell'IRI, Giuseppe Petrilli, chiede l'aumento dei pedaggi autostradali, delle tariffe di Alitalia e del fondo annuale dell'istituto; i maggiori introiti devono finanziare il piano quinquennale di investimenti dell'istituto per 9000 miliardi e 80.000 posti di lavoro.[31]

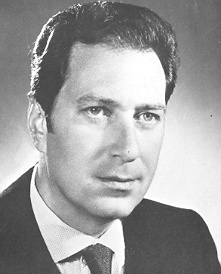
Francesco Petronio

- 8 gennaio: la Camera concede l'autorizzazione a procedere nei confronti dei deputati del MSI-DN Francesco Petronio e Franco Servello, accusati di istigazione a delinquere per gli incidenti di Milano del 12 aprile 1973, in cui è stato ucciso l'agente Antonio Marino. Tensione in aula per il voto contrario di 72 franchi tiratori, che il PCI individua nei deputati della destra democristiana.
Il segretario della DC Fanfani rinvia per la seconda volta il consiglio nazionale del partito, che viene fissato "ai primi di febbraio". Le correnti di sinistra accusano il segretario di voler rinviare il chiarimento interno e la sua rimozione dalla carica, richiesti fin dalla sconfitta sul divorzio.[32]
- 10 gennaio: rispondendo a numerose interrogazioni sull'ordine pubblico a Roma il ministro degli interni, Luigi Gui, sostiene che esiste una netta e prevalente matrice di destra.
Il presidente e il vice presidente del consiglio, Moro e La Malfa, si riuniscono coi ministri economici per analizzare la compatibilità delle richieste sindacali con l'andamento dell'economia. La riunione è dichiarata preparatoria in vista di un consiglio dei ministri dedicato all'argomento.
Alla Camera inizia la discussione sul decreto di riforma della RAI. La seduta è tuttavia occupata per gran parte da questioni preliminari e interventi ostruzionistici del MSI e del PLI. Le sinistre, pur non lanciando una precisa accusa, ritengono che i missini stiano facendo il lavoro sporco della destra democristiana, che intende arrivare alla scadenza del 29 gennaio.
PCI, Comitato centrale. La relazione introduttiva di Giorgio Napolitano ha per tema «Il contributo dei comunisti alla battaglia per il rinnovamento ideale e culturale». In apertura dei lavori Guido Fanti commemora Giuseppe Dozza, sindaco di Bologna dal 1946 al 1966. Nominate due Commissioni per la preparazione del Congresso: una per l’esame delle strutture di partito e degli organismi dirigenti, l’altra per l’esame delle mozioni e documenti politici.[33]
- 13 gennaio: la procura di Firenze, indagando sull'attivazione di ambulatori per l'esercizio dell'aborto in condizioni di sicurezza, fa arrestare il segretario del partito radicale, Gianfranco Spadaccia, e invia comunicazioni giudiziarie ad Adele Faccio e Marco Pannella. 
Consiglio dei ministri viene approvata la ripartizione tra le regioni del fondo nazionale per l'assistenza ospedaliera, previsto in 2700 miliardi.[34]
- 14 gennaio: la Camera chiude con 378 voti a favore e 83 contrari (MSI, PLI, franchi tiratori DC) la discussione generale sul decreto di riforma della RAI. Per aggirare l'ostruzionismo il governo, d'accordo le opposizioni di sinistra, propone di ritirare il decreto per presentarne uno che accolga i miglioramenti emersi in aula.
Al Senato viene depositato il disegno di legge di riforma sulla produzione e detenzione di armi ed esplosivi.[35]

Villi De Luca

- 15 gennaio: mentre il governo prepara il nuovo decreto sulla RAI la Camera avvia la discussione generale sulla legge per l'abbassamento della maggiore età a 18 anni. L'obiettivo è consentire il voto ai diciottenni già nelle elezioni amministrative di primavera..
Una bomba ad alto potenziale esplode davanti al portone d'ingresso del direttore del telegiornale unificato, Villy De Luca.[36]
- 15-18 gennaio: direzione nazionale DC: Fanfani si presenta di fronte ad un'assemblea divisa e in gran parte critica verso la sua segreteria. La sua relazione glissa sui temi dell'eversione neofascista e affronta quello dell'ordine pubblico e della crisi economica addossando responsabilità alle sinistre. Forti critiche dalle sinistre interne, dai morotei e dai socialisti, plausi da destra socialdemocratica, liberali e missini. Forti riserve sono espresse perfino dalla corrente dorotea. Paolo Emilio Taviani, sostenitore del segretario, richiama il valore fondamentale dell'antifascismo e dell'anticomunismo. Il consiglio nazionale del partito è convocato per il 31 gennaio.[37]
- 21 gennaio: la Camera approva l'abbassamento dell'età per votare da 21 a 18 anni con 394 voti a favore e 74 contrari. Il provvedimento passa al Senato, e dovrà subire una seconda lettura non prima di tre mesi.
Le associazioni dei consumatori annunciano un ricorso alla Corte costituzionale contro l'aumento da 12.000 a 18.000 lire del canone RAI. Il provvedimento è entrato in vigore dopo il 30 novembre, data ultima per la disdetta del contratto da parte di una delle due parti, ciò che obbliga gli abbonati ad adeguarsi al nuovo costo.[38]
- 22 gennaio: la Camera concede l'autorizzazione a procedere nei confronti di Pino Rauti per la strage di piazza Fontana e di Sandro Saccucci per ricostituzione del PNF.
La Commissione giustizia del Senato approva la legge di riforma del diritto di famiglia, che può ora passare all'esame dell'aula.[39]
- 23 gennaio: la commissione affari costituzionali del Senato approva la legge di modifica del codice civile per l'abbassamento della maggiore età a 18 anni, considerato integrativo della riforma costituzionale per il voto e della riforma del diritto di famiglia di prossima discussione.[40]
- 24 gennaio: inizia a Catanzaro il processo per la strage di piazza Fontana.
A pochi giorni dal consiglio nazionale le componenti interne della DC ufficializzano le proprie posizioni. La Base e Forze nuove dichiarano superato l'accordo che ha portato Fanfani alla segreteria. I dorotei e gli amici di Moro ritengono che l'assise dovrà preparare il congresso nazionale, dove l'operato della segreteria affronterà il plauso o il rifiuto del partito. Una nota de l'Avanti! sostiene che la segreteria di Fanfani ha trascinato la DC in una stagione avventuriera che fa venire meno le possibilità di cooperazione nella maggioranza.[41]
- 28 gennaio: consiglio dei ministri: viene varata una nuova serie di misure per il risparmio energetico, tra le quali nuovi orari per i riscaldamenti e un fondo per la costruzione di 30.000 nuovi autobus per istituire nuove limitazioni festive della circolazione automobilistica.[42]
- 31 gennaio-4 febbraio: consiglio nazionale della DC: Fanfani difende il proprio operato e dice no alle proposte del PCI per un compromesso storico e del PSI per un asse preferenziale di governo DC-PSI-PCI. La sua relazione viene approvata con 68 voti a favore e 34 contrari, ma si registrano 120 assenze tra i membri dell'assemblea: in gran parte dorotei, morotei e tendenza Andreotti-Colombo. Questi ultimi concordano per la convocazione di un'assemblea prima delle elezioni regionali e di un congresso straordinario dopo il voto. All'opposizione della segreteria le sinistre de La Base e Forze nuove.[43]

#### Febbraio
- 7 febbraio: con 335 voti a favore e 226 contrari la Camera approva il decreto di riforma della RAI, sul quale il governo ha posto la questione di fiducia. Nello stesso giorno la maggioranza deposita una proposta di legge che ritocca per la quarta volta il decreto del governo ed accoglie, in parte, le richieste del MSI e della destra democristiana, che dovrebbero abbandonare l'ostruzionismo.[44]
- 8 febbraio: nelle more di un'indagine sull'abusivismo edilizio nella capitale i pretori Albamonte e Napolitano impongono all'ENEL il distacco delle utenze domestiche ed industriali di immobili costruiti senza licenza. Viene annunciata un'inchiesta su notai e dirigenti comunali che hanno dato effetto giuridico ad atti di compravendita nulli per difetto di una delle parti.
Viene scarcerato Gianfranco Spadaccia. Il segretario radicale annuncia il proseguimento dello sciopero della fame e una serie di iniziative contro l'ingerenza del Vaticano sulla materia.
A quattro anni dal voto della Camera in proposito il governo annuncia che è stato avviato l'iter diplomatico con la Santa sede per la revisione del concordato al testo della costituzione.[45]
- 15 febbraio: un esponente del PSDI. Il consigliere regionale del Lazio Franco Galluppi, si salva a stento da un attentato incendiario di cui è vittima mentre sta tornando a casa in auto con la moglie.
Franco Servello e Francesco Petronio sono formalmente indagati per le manifestazioni di Milano e la morte dell'agente Marino.
Il gruppo PCI alla Camera deposita una proposta di legge per la depenalizzazione dell'aborto, nel quale l'operazione è consentita solo per la salvaguardia della salute della donna o per gravidanza procurata da stupro o incesto.[46]
- 18 febbraio: la Corte costituzionale dichiara illegittimo l'art. 546 del codice penale nella parte in cui non prevede che la gravidanza possa venire interrotta quando l'ulteriore gestazione implichi danno o pericolo per la salute fisica e psichica della gestante. I partiti, preso atto del vuoto legislativo conseguente, prendono l'impegno di affrontare quanto prima la questione in parlamento. La Santa sede, in un comunicato della radio vaticana, si limita a definire l'assunto della corte "contraddittorio" per la mancata equivalenza tra persona adulta ed embrione.[47]
- 21 febbraio: consiglio dei ministri: stanziati 55 miliardi alle regioni per poter onorare parte degli interessi su un totale di 680 miliardi in mutui che le aziende agricole saranno autorizzate ad accendere per migliorare la produzione. Sono aumentati gli organici e gli stipendi delle forze armate (100 miliardi). Parte delle risorse saranno reperite tramite la riduzione della ferma militare a 12 mesi (18 per la marina) e un lieve aumento delle tariffe postali.
- 22 febbraio: il comitato per la programmazione economica sottopone al comitato interministeriale prezzi l'aumento del 30% delle tariffe telefoniche, due terzi dei quali graveranno sui servizi aggiuntivi alla telefonia base.[48]
- 24 febbraio: inizia a Roma il processo per la l'attentato alla casa del segretario del Msi di Primavalle. Scoppiano gravi incidenti tra le opposte fazioni in piazzale Clodio, mentre la tensione in aula (dove è presente Giorgio Almirante) è altissima.
- 25 febbraio: Il segretario della DC Fanfani scioglie d’autorità il Movimento giovanile della DC che considera responsabile della sconfitta alle elezioni universitarie.

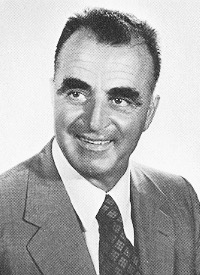
Oddo Biasini

- 27 febbraio-2 marzo: congresso del PRI: Ugo La Malfa si schiera a favore del “compromesso storico” proposto dal PCI e lo considera realizzabile in un'evoluzione dei rapporti internazionali. La sua presa di posizione è approvata dal congresso, ciò che spinge la componente di destra del PSDI a prendere le distanze. Oddo Biasini è il nuovo segretario nazionale.
- 28 febbraio: Durante la settima udienza per il rogo di Primavalle davanti a Palazzo di giustizia manifestano i giovani del MSI, presenti davanti al Tribunale dall’inizio del processo. Con l’arrivo di un corteo di giovani di estrema sinistra iniziano gli scontri fra i due gruppi. Gli incidenti precipitano al momento della sospensione dell’udienza quando, intorno all’una, i giovani della nuova sinistra assaltano la sede del MSI di via Ottaviano. Dal gruppo vengono sparati colpi di pistola verso il portone. È colpito lo studente greco Mikis Mantakas aderente all’organizzazione universitaria del MSI che muore, dopo due ore di agonia.
Gli iscritti del movimento giovanile DC manifestano contro Fanfani sotto le finestre della sede del partito.[49]

#### Marzo
- 4 marzo: al comune di Roma si allarga l'inchiesta sull'abusivismo edilizio. Piantonata la zona detta "la Lingua" (a Ostia Lido) dove sono in corso di costruzione ville messe sul mercato ad un minimo di 200 milioni di lire. Individuati decine di rogiti notarili dove i lotti di terreno di questa zona figuravano venduti come terreni agricoli a 200 lire al metro quadro, mentre in realtà gli acquirenti ne pagavano 10.000.
nel corso di un'intervista Fanfani risponde a Ugo La Malfa che la DC non accetterà mai di aderire alla proposta del compromesso storico. Giulio Andreotti aggiunge che l'incontro tra DC e PCI rischia di accumulare i difetti del marxismo e del clericalismo.[50]
- 5 marzo: riferendo al Senato il ministro degli interni attribuisce la responsabilità alla destra l'origine dei turbamenti all'ordine pubblico degli ultimi giorni, precisando che in molti casi si è trattato di risposte esagerate alle provocazioni dei gruppi avversari. Nelle stesse ore si diffondono voci di un vertice dei partiti della maggioranza su questo tema delicato.[51]
- 6 marzo: la Camera approva in via definitiva la legge che abbassa l'età minima del voto da 21 a 18 anni. Il ministro degli interni avverte che i tempi di revisione delle liste rispetto agli adempimenti del procedimento elettorale potrebbe non consentire l'immediata applicazione della legge per le prossime elezioni amministrative, previste entro giugno. I 105 giorni richiesti dalla revisione porta alla proposta di fissare le elezioni per il 12 giugno.
Mentre proseguono gli interrogatori degli indagati il pretore Infelisi fa sequestrare le cabine dell'ENEL che erogano energia alle costruzioni abusive nella località La Lingua.[52]
- 6-9 marzo: si svolge a Milano il convegno "lotta alla criminalità e ordine pubblico", organizzato dal PSI in vista di un vertice di maggioranza convocato per decidere misure urgenti in materia. Per i socialisti lo stato democratico deve difendersi con leggi democratiche, e a tale scopo dicono no alla riforma del fermo di polizia e a una facilitazione nell'impiego delle armi, sostenuti dalle destre DC e socialdemocratica. Secondo Giovanni Mosca si deve ostacolare la corsa ai voti di destra di Fanfani e Tanassi, promuovendo una riforma dei corpi e l'applicazione di quelle stesse norme promulgate per la lotta alla mafia siciliana.[53]
- 12 marzo: consiglio dei ministri: pur all'ordine del giorno non viene esaminata la proposta del ministro degli interni che allunga i tempi di revisione delle liste elettorali, che devono ordinariamente terminare entro 45 giorni dal voto. Fanfani smentisce di essere intervenuto per bloccare la discussione, il ministro Luigi Gui fa sapere che il progetto verrà sottoposto prima ai segretari dei partiti della maggioranza.
Rinviato il vertice di maggioranza sull'ordine pubblico.[54]
- 13 marzo: a Milano viene aggredito a sprangate Sergio Ranelli, militante del Fronte della Gioventù.
- 18-23 marzo: congresso del PCI: per Berlinguer l'azione al momento più importante è isolare e battere Fanfani. Per Luigi Longo compromesso storico non deve significare la svendita della forza del partito alla borghesia capitalistica incarnata dalla DC. Berlinguer è rieletto segretario per acclamazione.[55]
- 21-23 marzo: Si svolge al Palazzo dei Congressi a Roma la «Conferenza di organizzazione e di preparazione politica per l’abrogazione delle norme fasciste in difesa della stirpe e depenalizzazione dell’aborto». L’iniziativa fa seguito alla campagna organizzato dal Partito radicale, dal settimanale «L’Espresso» e dalla Lega 13 maggio. Aderiscono all’iniziativa la UIL, il CISA, Lotta continua, Avanguardia operaia, sezioni e parlamentari del PSI, anche se in assenza di un'adesione ufficiale del partito. Gli interventi introduttivi sono svolti da Marco Pannella per la Lega 13 maggio, Eugenio Scalfari per «L’Espresso» e Giorgio Benvenuto per la UIL. A conclusione delle due giornate di discussione si decide di iniziare la raccolta di firme per l’abrogazione delle norme del codice Rocco in materia. La pre-raccolta avviata da «L’Espresso» ha già raggiunto quota 300 mila.
- 27 marzo: la Camera approva coi voti della maggioranza la riforma della RAI. Contrari liberali e missini, astenuti i comunisti. La legge passa alla lettura del Senato.
Dopo una lunga serie di incontri, iniziata il 17 gennaio, viene annunciato l'accordo tra i partiti della maggioranza su elezioni e ordine pubblico. Il voto è fissato al 15 giugno, ed è accolto il decreto-legge del ministro Gui che consentirà ai comuni di prolungare il termine per la revisione delle liste elettorali. In tema di ordine pubblico il governo ha preso impegno per un aumento di 60.000 lire alla polizia, di cui si provvederà a una completa riorganizzazione del corpo. Rifiutato il sindacato degli agenti e il diritto di sciopero. Socialisti e socialdemocratici scioglieranno in aula le riserve sulla proposta del ministro Oronzo Reale per la tutela dell'ordine pubblico.[56]

#### Aprile
- 6 aprile: si conclude a Sorrento l'assemblea nazionale della DC per la preparazione del programma elettorale. Fanfani conclude i lavori parlando di una svolta per la repubblica, che dal rodaggio della prima legislatura passa ora alla piena attuazione dell'ordinamento regionale. Nell'unico accenno alla politica nazionale il segretario democristiano conferma la volontà del partito di escludere qualsiasi collaborazione col PCI.[57]
- 8 aprile: viene annunciata una riunione del CIPE in cui si sostiene che verrà reso atto della ratifica del sistema PAL per l'avvio delle trasmissioni a colori. Il vice-presidente del consiglio, Ugo La Malfa, si dichiara contrario e sostiene che nella situazione del momento il colore si pone come un lusso che si può rinviare.[58]

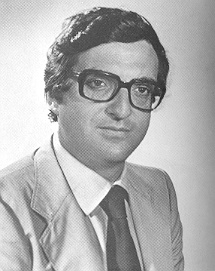
Giorgio La Malfa

- 9 aprile: il Senato approva un provvedimento di austerità che riduce la campagna elettorale da 45 a 30 giorni e vieta il lancio di volantini dalle automobili e la propaganda luminosa mobile e fissa. Vietato l'uso di altoparlanti salvo che per la pubblicità di riunioni pubbliche, ammessa nel giorno stesso e in quello precedente. Respinta la richiesta di concentrare le operazioni di voto ad un solo giorno. Con l'approvazione della Camera andrà in vigore già per la campagna amministrativa alle porte.
In una conferenza stampa il PRI presenta una propria proposta di riordino del sistema delle partecipazioni statali predisposto da Aristide Gunnella e Giorgio La Malfa. Attraverso un riordino delle partecipazioni nei vari settori (energia, manifatturiero, chimico, etc) e una completa ristrutturazione del ministero i repubblicani mirano a una riduzione degli intrecci tra potere politico ed economico.[59]
- 11 aprile: col voto favorevole della maggioranza, l'astensione dei comunisti e il no di liberali e missini, il Senato approva in via definitiva la riforma della RAI. Il nuovo ordinamento conferma il monopolio statale dell'etere, ma ammette, a certe condizioni di diffusione, la TV privata via cavo. Vigilanza e controllo passano dal governo al parlamento. Ridimensionati i poteri del direttore generale. Istituito il secondo telegiornale e introdotti gli obblighi di rettifica delle notizie e del limite del 5% di pubblicità rispetto alle ore di trasmissione.
Con un corsivo anonimo de l'Osservatore Romano il Vaticano critica la proposta di legge per la depenalizzazione dell'aborto presentata dalla DC. Secondo la nota "le leggi dello Stato non possono ammettere l'aborto, nemmeno in caso di pericolo di vita per la gestante".[56]
- 16-18 aprile: a Milano viene ucciso Claudio Varalli, aderente al movimento studentesco. L'omicida è un missino che ha preso parte a un volantinaggio. In poche ore si formano a Milano e Roma due grandi manifestazioni di protesta. A Milano, nel corso di incidenti tra manifestanti e polizia, un colpo partito dalle forze dell'ordine uccide un giovane di 27 anni. A Roma un giovane di sinistra viene ferito durante l'assalto alla sezione Prati del MSI. In parlamento il governo viene messo in pericolo dalla posizione assunta dalla DC, che condanna l'omicidio di Varalli, ma mette la violenza della sinistra extraparlamentare sullo stesso piano di quella della destra. Aldo Moro e Enrico Berlinguer si incontrano a Montecitorio per discutere una presa di posizione antifascista comune, governo e opposizione, opzione che però non viene appoggiata da Fanfani.[60]
- 22 aprile: viene approvata in via definitiva la riforma del diritto di famiglia.[61]
- 23 aprile: la Camera approva in via definitiva le nuove norme sulle campagne elettorali.
A seguito dei disordini seguiti all'omicidio Varalli la maggioranza di governo propone di far passare l'esame della legge di tutela dell'ordine pubblico in sede legislativa alle commissioni giustizia e interni della Camera.[62]
- 30 aprile: a Milano Sergio Ramelli muore senza riprendere conoscenza.

#### Maggio
- 5-7 maggio: alla Camera inizia la discussione sulla legge che reca modifiche in materia di ordine pubblico, detta legge Reale. La legge è approvata con 322 voti a favore (maggioranza, PLI, MSI). 187 contrari (PCI e indipendenti di sinistra) e 2 astensioni. Il provvedimento passa alla lettura del Senato.
- 5 maggio: il ministro dell'Industria Donat Cattin smentisce il rincaro della benzina e annuncia quello dei medicinali del 15%. Con l'aumento entrerà in vigore un nuovo regolamento per la determinazione dei prezzi dei prodotti farmaceutici. Il ministro non risponde alle insinuazioni dell'opposizione su aumenti di listino e alleggerimenti fiscali a favore delle compagnie petrolifere, provvedimenti che alzerebbero in modo non prevedibile il prezzo del gasolio per riscaldamento.
La sezione DC di Centocelle, a Roma, è presa d'assalto e data alle fiamme da un gruppo che si definisce "Lotta armata per il comunismo". Rubati gli schedari con gli archivi della sezione.[63]
- 6 maggio: I Nap (Nuclei armati proletari) sequestrano il magistrato Giuseppe Di Gennaro, dirigente dell’amministrazione penitenziaria.
- 7 maggio: nello stesso giorno in cui si torna a parlare dell'aumento della benzina e di una ristrutturazione dei prezzi che, secondo la stampa, mira a favorire i petrolieri, da New York arriva la notizia di un'audizione presso una commissione del Senato del presidente della Gulf. La compagnia ha pagato 3,136 miliardi di lire ad un partito politico di un non precisato paese occidentale, del quale è detto che indice le elezioni ogni quattro anni. Il New York Times accusa l'Italia, ma il governo non ordina un'inchiesta in proposito.
A Roma viene arrestato il prof. Antonio Alecce, presidente dell'Istituto Farmacoterapico italiano. L'accusa è fabbricazione e commercializzazione di una specialità dichiarata nociva per la salute.[63]
- 9 maggio: assemblea nazionale DC: Aldo Moro mette le mani avanti sulla collaborazione di governo, e anticipa Fanfani sostenendo la formula del centro-sinistra. Quest'ultimo annuncia una linea politica centrista del partito, che guarda allo stesso modo verso il PSI e il PLI ed esclude ogni dialogo con PCI e MSI. L'assemblea approva le dichiarazioni del segretario con la contrarietà de La base, forze nuove e morotei.
Nel corso di una rivolta nel carcere di Viterbo sono diffuse le foto del magistrato Giovanni Di Gennaro. I NAP condizionano la sua liberazione alla trasmissione radiotelevisiva di un loro messaggio. Il magistrato viene liberato il giorno dopo.[64]

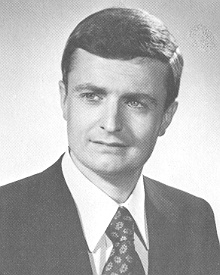
Massimo De Carolis

- 15 maggio: Un commando delle Br ferisce con un colpo di pistola Massimo De Carolis, capogruppo della Dc al comune di Milano e leader della “maggioranza silenziosa”.
Parlando all'assemblea degli azionisti il presidente della Esso ammette che la compagnia ha versato grossi contributi ai partiti di governo italiani. 
Si inizia al Senato l'esame della legge Reale. Il PCI presenta centinaia di emendamenti.[65]
- 17 maggio: la legge Reale è approvata dal Senato con alcune modifiche richieste dal PSI e torna alla lettura della Camera.
A Napoli un'azione dimostrativa di un gruppo di disoccupati, che occupa la sede dei servizi elettorali del comune, scatena una guerriglia urbana che dura diverse ore. Il bilancio è di un morto, 34 feriti e 65 fermati. Il PCI accusa il MSI di aver operato provocazioni per far degenerare una dimostrazione pacifica.[65]
- 21 maggio: parlando ad Ancona il segretario della DC, Fanfani, auspica che dalle elezioni possano uscire maggioranze che escludano socialisti e comunisti a sinistra, missini a destra. L'ala destra del PSDI (Tanassi) si dichiara favorevole a maggioranze a quattro col PLI e il PRI.
La Camera approva in via definitiva la legge Reale. La legge introduce il fermo di polizia ed amplia la possibilità dell'uso delle armi da fuoco da parte delle forze di polizia. Votano a favore insieme alle forze di maggioranza PLI e MSI. Vota contro il PCI.

- 22 maggio: nel pieno di una polemica contro un'intervista di Fanfani, che rilancia l'idea di uno spostamento a destra dell'area di governo, la Camera respinge coi voti del MSI e almeno 120 franchi tiratori democristiani la richiesta di autorizzazione a procedere nei confronti del deputato missino Sandro Saccucci, imputato nell'inchiesta sul golpe Borghese. Le opposizioni interne della DC chiedono chiarimenti sul voto espresso in opposizione alle direttive del gruppo. Gli alleati di governo, con sfumature diverse, avvertono che questi atteggiamenti dividono le forze anziché unirle.[67]
- 25 maggio: a Milano, in piazza San Babila, si consuma l'Omicidio di Alberto Brasili.[68]
- 29 maggio: il ministro delle Finanze, Bruno Visentini, annuncia un disegno di legge di alleggerimento del carico fiscale, attraverso il quale lo stato rinuncia ad incassare 500 miliardi di lire per favorire i redditi fissi, già caricati dall'inflazione. Il ministro finisce al centro delle polemiche per la vicinanza delle elezioni, ma anche per le aliquote che favoriscono i redditi medio-alti.[69]

#### Giugno
- 5 giugno: la I corte d'assise di Roma assolve gli imputati per il rogo di Primavalle.
In un conflitto a fuoco con i carabinieri viene uccisa Mara Cagol, la moglie di Renato Curcio.[70]
- 6 giugno: a una settimana dal voto la DC si presenta all'elettorato divisa tra le posizioni centriste di Fanfani e favorevoli al centro-sinistra allargato alla collaborazione del PCI di Moro. Per i socialisti questa situazione mette in forse la stabilità dell'esecutivo e il ritorno del partito nell'area di governo. Il PRI chiude a qualsiasi ipotesi centrista.
Nelle more dell'inchiesta sul traffico dei farmaci inutili e dannosi a Pomezia sono arrestati il presidente e l'amministratore delegato della Intersind, una fabbrica di medicinali che ha messo in commercio due specialità dannose per la salute, la cui composizione esatta risulta falsata nel foglietto delle avvertenze. I ministri della sanità e dell'industria sono chiamati a riferire in parlamento.[71]
- 10 giugno: l'ex sottosegretario democristiano alla sanità, Gerolamo La Penna, riceve un avviso di reato assieme a tre funzionari del ministero per il traffico dei farmaci fasulli. Il parlamentare è stato chiamato in causa dall'ex presidente dell'IFI, da poco condannato a un anno e otto mesi per lo stesso reato.[72]
- 15-16 giugno: elezioni amministrative: a livello nazionale il PCI guadagna tra il 5 e il 6%, la DC perde il 3%, aumenta il PSI (2%), tengono PSDI e PRI, calano PLI e MSI. Appare per la prima volta il simbolo di Democrazia Proletaria, che al momento è un cartello elettorale che riunisce varie componenti della sinistra extraparlamentare. A Roma il PCI è il primo partito col 35%, seguito dalla DC al 28%. In quasi tutte le grandi città ci sono i numeri per giunte di sinistra con la DC all'opposizione.
A seguito dei risultati Fanfani fa appello ai partiti democratici perché sappiano aderire all'invito democristiano per una rinnovata intesa democratica che escluda PCI e MSI. Per Giovanni Galloni, democristiano de La Base, la flessione della DC rientra nella prevedibilità del rifiuto del centrismo da parte degli elettori. Orlandi e Biasini sostengono che PRI e PSDI sono entusiasti di un risultato che conferma la scelta di centro-sinistra. Per Malagodi (PLI) il voto è un campanello d'allarme che richiede uno sforzo unanime dei moderati contro la svolta a sinistra. Giorgio Almirante si dichiara disponibile a una comunanza di intenti col PLI e la destra democristiana per scongiurare il pericolo delle giunte locali rosse.[73]
- 19 giugno: direzione nazionale DC: pressato dai risultati elettorali e dalle opposizioni interne Fanfani invita PSI, PRI e PSDI a ricostituire il centro sinistra. Il segretario democristiano precisa che la scelta è dettata dal momento politico e non modifica la linea politica seguita dalla maggioranza interna, ma i partiti dell'ex maggioranza ritengono che sia solo una mossa per prendere tempo.
Pressato dalla proprietà il direttore de Il Messaggero, Italo Pietra, è costretto a rassegnare le dimissioni. Tutto il personale del quotidiano romano entra in agitazione e accusa la Montedison di voler attentare alla linea democratica e antifascista del giornale.[74]

Giovanni Marcora

- 20 giugno: il ministro dell'agricoltura Giovanni Marcora, leader de la sinistra de la Base, prospetta la possibilità di rassegnare le dimissioni per dare uno scossone al partito. Alla sua decisione potrebbero associarsi altri esponenti de La Base e di Forze nuove. Secondo Marcora la DC non può prendere decisioni se non si spezza il suo immobilismo interno.
La procura di Roma invia cinquecento comunicazioni giudiziarie ad esponenti di Avanguardia nazionale per attività eversiva e ricostituzione del PNF.[75]
- 25 giugno: mentre Fanfani rilancia la proposta di una trattativa per la ricostituzione del centro-sinistra le correnti di opposizione, a livello sia locale che nazionale, chiedono la convocazione urgente del consiglio nazionale, che deve comunque svolgersi entro due mesi dal voto, e un completo ricambio della dirigenza nazionale. I socialisti rinviano una risposta all'imminente comitato centrale, ma una nota dell'Avanti! fa sapere che il PSI non accetterà pregiudiziali democristiane sulle giunte locali e non prenderà parte a manovre mirate alla crisi di governo. Giovanni Spadolini conferma a nome del PRI la fedeltà all'alleanza di governo contro i tentativi di spostamento a destra della maggioranza. I socialdemocratici si limitano a sostenere che gli accordi locali non devono contraddire quelli nazionali.[76]
- 26 giugno: dopo averlo annunciato all'assemblea del 31 maggio il governatore della Banca d'Italia, Guido Carli, invia al presidente del consiglio e al ministro del tesoro le proprie dimissioni. Moro, a nome del governo, invita il governatore a rinviare di alcuni mesi la propria decisione.[77]
- 27 giugno: il ministro delle partecipazioni statali, Antonio Bisaglia, minaccia le dimissioni per protesta contro la conduzione della DC da parte di Fanfani.[78]
- 28 giugno: direzione nazionale PSI: il partito dice no a larga maggioranza alla proposta di Fanfani per un rinnovato centro-sinistra e respinge l'ipotesi di una crisi di governo.
- 29 giugno: la procura di Milano invia quattro comunicazioni giudiziarie al governatore della Banca d'Italia, al consigliere economico del ministro del tesoro e due amministratori del Banco di Roma. L'accusa per tutti è di omissione di atti d'ufficio, oltre a reati a titolo personale di aggiotaggio, false scritturazioni e comunicazioni, nell'ambito dell'inchiesta sulla bancarotta fraudolenta degli istituti di Michele Sindona.
- 30 giugno-2 luglio: direzione nazionale DC: Fanfani, incassato il rifiuto dei socialisti, propone la convocazione urgente di un congresso nazionale. La sua relazione non viene tuttavia messa ai voti: un accordo tra i morotei e i dorotei, rinvia il chiarimento interno al consiglio nazionale, convocato per il 19 luglio.[79]

#### Luglio
- 1º luglio: Comitato centrale PCI: Armando Cossutta relaziona sul voto del 15 giugno e sulla formazione delle giunte regionali e comunali. Approvata la proposta di costituite ovunque giunte di «larghe intese democratiche» che mandino, se necessario, la DC all'opposizione.
La magistratura romana chiede al Parlamento l’autorizzazione a procedere per 36 deputati e 6 senatori del MSI-DN per ricostituzione del partito fascista. L’inchiesta era partita negli anni Settanta a Milano, poi nel 1971 il procuratore generale Bianchi d’Espinosa l’aveva estesa a tutto il territorio nazionale.[80]
- 2 luglio: Marco Pannella si autodenuncia e si fa arrestare per detenzione e uso di hashish. Lo scopo dell'iniziativa è una protesta contro l'inerzia del parlamento a legiferare contro la diffusione degli stupefacenti.[81]

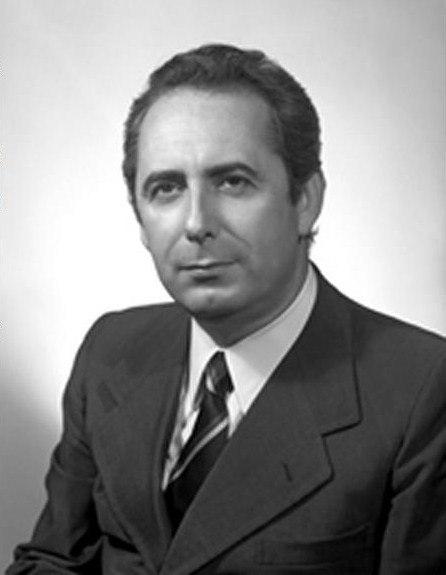
Adolfo Sarti

- 3-4 luglio: l'avvocato generale dello stato, Francesco Ferlaino, già magistrato protagonista di processi contro la mafia palermitana e l'anonima calabrese, viene ucciso in un agguato sotto la sua casa a Nicastro.
In vista del consiglio nazionale Moro avvia una verifica tra i partiti della maggioranza per scongiurare una crisi di governo ed aggiornare l'agenda dell'esecutivo. Il ministro del turismo Adolfo Sarti, intanto, minaccia le dimissioni in caso si formi una giunta di sinistra alla regione Piemonte. Carlo Donat-Cattin si associa alla proposta di Sarti ed aggiunge che le manovre interne alla DC per un rinvio del Consiglio nazionale peggiorano la già fragile stabilità del governo.[82]
- 5 luglio: mentre è in pieno corso un confronto politico per una riforma del sistema delle partecipazioni statali l'ISTAT diffonde i dati della produzione industriale di maggio, che registra un -18,3% rispetto all'anno precedente.
La federazione socialista di Firenze si pronuncia ufficialmente per la costituzione di maggioranze di sinistra con il PCI al comune e alla provincia.
- 8 luglio: Flaminio Piccoli, capogruppo DC alla Camera ed esponente doroteo, propone al gruppo parlamentare l'idea di un confronto col PCI sugli obiettivi comuni tra i due partiti. Nelle stesse ore Fanfani ammette di aver discusso con Giovanni Malagodi la possibilità di ricorrere a elezioni anticipate. Moro si incontra con Francesco De Martino: il PSI condiziona il proseguimento dell'esecutivo all'adozione di misure di contrasto a inflazione e recessione.[83]
- 9 luglio: il Senato approva in via definitiva la legge che esclude la punibilità degli edicolanti per il solo fatto di detenere, rivendere o esporre, nel normale esercizio delle loro attività, pubblicazioni oscene ricevute da editori e distributori a ciò autorizzati dalle leggi vigenti, a patto che le stesse non siano esposte in maniera tale da essere immediatamente percepibili dal pubblico, quanto meno nelle loro parti palesemente oscene, e non siano vendute a minori di anni sedici
- 10 luglio: a una settimana dal consiglio nazionale, mentre si delinea la candidatura alla segreteria di Flaminio Piccoli, Fanfani convoca a sorpresa i capi corrente nella sede di via della Camilluccia. La proposta del segretario di aderire alla linea della segreteria, pur emendata dalle proposte delle componenti, è rifiutata.[84]
- 14 luglio: Diego Novelli è eletto sindaco di Torino, alla guida di una maggioranza PCI-PSI
- 15 luglio: il missino Ciccio Franco è condannato a quattro anni di reclusione e cinque di interdizione dai pubblici uffici per la Rivolta di Reggio Calabria.[85]

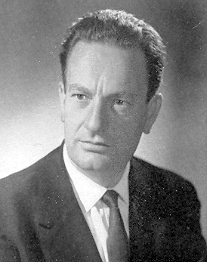
Benigno Zaccagnini

- 19-26 luglio: consiglio nazionale DC: la corrente dorotea, divisa tra i sostenitori di Piccoli e quelli di Forlani, abbandona l'assise dopo il primo giorno di discussione. Il 22 Fanfani, che ha rifiutato immediate dimissioni, chiede un voto di fiducia sulla sua relazione, ma è messo in minoranza. I dorotei e le sinistre votano contro. Colombo si astiene. I dorotei puntano su una segreteria Piccoli, le sinistre su Moro. Il 24 Flaminio Piccoli scrive una lettera ai consiglieri nazionali nella quale dichiara di «non voler essere assolutamente di ostacolo a una soluzione unitaria nel partito». Il 25 luglio il moroteo Benigno Zaccagnini è eletto segretario con i voti dei morotei, di Forze Nuove, di parte della Base e anche di alcuni dorotei e fanfaniani.
- 20 luglio: inizia a manifestarsi la carenza delle monete spicciole. La stampa attribuisce il problema alla ridotta potenzialità della Zecca di stato, che non riesce ad adattarsi alla maggiore richiesta dovuta all'inflazione.
Al consiglio regionale della Toscana viene eletta presidente Loretta Montemaggi coi voti di PCI, PSI e PDUP.
Al consiglio regionale della Calabria il socialista Consalvo D'Aragona viene eletto da una maggioranza che comprende anche i partiti del governo da PCI, PSI, PSDI, PRI e PDUP.[86]
- 22-26 luglio: comitato centrale PSI: approvata a larga maggioranza la relazione di Francesco De Martino: il PSI non ritira l'appoggio esterno e tornerà con propri ministri nel governo solo quando la DC lascerà cadere la pregiudiziale anticomunista. Il congresso nazionale è convocato per il 9-14 dicembre.[87]
- 25 luglio: Elio Gabbuggiani è eletto sindaco di Firenze da una maggioranza PCI, PSI, PDUP.[88]
- 29 luglio: consiglio dei ministri: viene approvato il bilancio di previsione per il 1976, che prevede un disavanzo di 11.516 miliardi contro i 7.172 dell'anno finanziario in corso. L'aumento, spiega il ministro del bilancio, è legato ad un forte aumento delle spese correnti, in particolare trasferimenti ai fondi previdenziali e all'adeguamento dei trattamenti ai dipendenti pubblici.
Si insediano giunte di sinistra PCI-PSI-PDUP alle province di Ancona, Genova e Ferrara. A Roma tutti i tentativi centristi della DC al comune e alla provincia falliscono con l'elezione di presidenti comunisti e socialisti nelle commissioni permanenti. Zaccagnini, appena insediato alla segreteria, ridimensiona il problema delle giunte locali di sinistra appoggiate anche dai partiti di governo.[89]
- 30 luglio: Guido Carli lascia la guida della Banca d'Italia. Il consiglio superiore dell'istituto nomina Paolo Baffi. L'avvicendamento è previsto per il 19 agosto, dopo la ratifica del consiglio dei ministri.

#### Agosto
- 1º agosto: a Milano Aldo Aniasi è eletto sindaco da una maggioranza che comprende PCI, PSI, Democrazia Proletaria, ai quali si aggiungono a titolo personale tre socialdemocratici e due democristiani.
Il comitato interministeriale per la programmazione economica annuncia la definitiva adozione del sistema PAL per le trasmissioni a colori. L'avvio è previsto per i primi mesi del 1976.
Il comunista Maurizio Ferrara è eletto presidente della regione Lazio. A Milano i consiglieri socialdemocratici e democristiani che hanno votato per il socialista Aniasi sono espulsi dai rispettivi partiti. Pressata da più fronti la DC annuncia che il problema delle alleanze locali e nazionali sarà affrontato nella direzione nazionale ormai imminente.[90]
- 3-8 agosto: il governo annuncia una manovra di bilancio che consente lo stanziamento di 3500 miliardi a favore di vari settori, a partire dall'agricoltura e i lavori pubblici. Il consiglio dei ministri li distribuirà alla prima riunione utile utilizzando la decretazione d'urgenza in alcuni casi, il disegno di legge in altri.
In Basilicata il segretario regionale democristiano firma un'intesa per la giunta con PCI, PSI e PSDI. A livello nazionale iniziano a registrarsi tensioni nella DC e nel PSDI: in quest'ultimo partito espulsioni e provvedimenti disciplinari non frenano l'autonomia dei quadri locali. Pietro Longo, vice segretario socialdemocratico, non esclude la possibilità di aprire una crisi di governo dal momento che l'esecutivo sta navigando a vista, senza tenere conto dello spostamento a sinistra dell'asse dei governi locali. Parlando alla direzione nazionale Zaccagnini ribadisce il no alle intese locali con i comunisti senza escludere un confronto sui rispettivi programmi.[91]
- 8 agosto: consiglio dei ministri: la manovra di bilancio è definitivamente fissata in 4000 miliardi. La fetta più grossa va all'edilizia e alle opere pubbliche: 300 miliardi per le strade, 50 per i porti, 660 agli ospedali, 161 per gli aeroporti e 11 per le metropolitane. La Cassa del Mezzogiorno è rifinanziata con mille miliardi.[92]

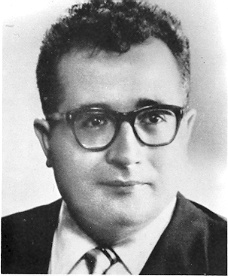
Francesco Verga

- 28 agosto: il presidente della repubblica, Giovanni Leone, rilascia un'intervista al Corriere della Sera in cui anticipa alcuni punti di un articolato messaggio che intende inviare alle camere. Il capo dello stato punta alla crisi economica e politica in cui versa il paese, che abbisogna di profonde riforme che diano completa applicazione alla Costituzione. I partiti reagiscono con prudenza mentre il Quirinale, attraverso una nota ufficiale, fa sapere che salvo la possibilità di inviare un messaggio (al momento l'unico precedente è quello di Segni nel 1962) le dichiarazioni di Leone riprendono temi già affrontati in discorsi ufficiali.
Il deputato democristiano Francesco Verga si uccide a Milano a causa di un avviso di reato per truffa ai danni dello stato, associazione a delinquere e bancarotta fraudolenta. Le modalità del suicidio, annegamento in 30 cm di acqua all'interno di una fontana, danno adito a dubbi sulle circostanze della morte, ma le indagini si chiudono avallando il suicidio. Secondo il suo difensore Verga, fondatore del Centro orientamento immigrati, è stato sfruttato dalla DC quando l'istituzione rendeva voti, ed è stato abbandonato da tutti alle prime avvisaglie della crisi.[93]

#### Settembre
- 4 settembre: alla ripresa dei lavori parlamentari la Commissione bilancio della Camera inizia l'esame in sede legislativa dei decreti di rilancio dell'economia varati dal governo il 13 agosto.
I segretari della DC Zaccagnini e del PSI De Martino si dichiarano contrari, seppure da diversi punti di vista, all'apertura di una crisi di governo. Per De Martino l'impossibilità di tornare al centro-sinistra porterebbe ad una crisi al buio, oltre la quale si finirebbe col giungere a elezioni anticipate.[94]
- 7 settembre: il pretore Alberto Albamonte convoca il sindaco di Roma, Clelio Darida, e gli assessori all'annona e alla polizia municipale per chiedere chiarimenti su 12.000 esercizi pubblici abusivi sparsi per tutta la città. La mancata formazione dell'albo degli esercenti e la mancanza di un piano di sviluppo degli esercizi sono alla base di questo fenomeno, nel quale non è da escludersi si ricavi un profitto elettorale.[95]
- 9-11 settembre: in un'intervista rilasciata al settimanale Epoca l'ambasciatore statunitense in Italia, John Volpe, dichiara che la partecipazione dei comunisti al governo in uno stato membro della Nato determinerebbe una contraddizione, poiché l'alleanza mira a difendere i membri da potenziali aggressioni dell'Unione Sovietica. Il governo viene immediatamente chiamato a riferire in parlamento e a presentare una protesta ufficiale al governo americano.[71]
- 12 settembre: sulla terza pagina de «Il Popolo» appare un articolo del suo portavoce Nerino Rossi, portavoce di Aldo Moro, che invita il PSI a tornare al governo, in un «centro-sinistra» rinnovato.
- 14 settembre: inaugurando la Fiera del Levante il presidente del consiglio affronta il tema delle scadenze contrattuali dell’autunno e si appella ai sindacati proponendo un limite massimo agli aumenti sindacali. La difesa dell’azione di governo si accompagna ad una riflessione sui rapporti con il PSI e il PCI. Collaborazione privilegiata con il PSI, ma nello stesso tempo il riconoscimento della necessità di un «confronto serio, non superficiale né formale» con il PCI I l segretario comunista Berlinguer si dichiara soddisfatto per la manifestata necessità di un confronto non solo formale, ma chiede a Moro e La Malfa di precisare gli obiettivi dell'azione di governo.[96]
- 16 settembre: una relazione del ministero delle finanze quantifica in oltre 5.500 miliardi la somma di imposte e tasse che lo stato non è riuscito ad incassare, 1.800 dei quali della sola IVA. Il governo fa intanto sapere che il vice-presidente La Malfa sta preparando un documento programmatico per il confronto coi sindacati sui contratti da rinnovare. Il sottosegretario alla presidenza, Angelo Salizzoni, precisa che i problemi fondamentali in agenda sono l'evasione fiscale e la sperequazione retributiva. Il governo intende aumentare il gettito fiscale a carico dei soggetti che riescono a beneficiare delle difficoltà operative dell'amministrazione.[97].
- 17-20 settembre: la Italia - Società di Navigazione annuncia di aver venduto per 16 miliardi i transatlantici gemelli Michelangelo e Raffaello alla società tedesca Tronado, titolare dell'omonimo macchinario che dovrebbe combattere e guarire i tumori. Le due navi dovrebbero diventare cliniche galleggianti, ma l'azione viene contestata dagli oncologi italiani, secondo i quali il trattamento è una truffa e l'acquisto, che comprende una ristrutturazione in parte pagata dall'Italia, è probabilmente una mera speculazione. La vicenda finisce anche sui banchi del parlamento per le caratteristiche del gruppo Tronado, una multinazionale che raggruppa banche di numerosi paesi, e per la reputazione tutt'altro che cristallina del suo titolare, l'ing. Wolfgang Guettner, un affarista più volte fallito e bancarottiere. Il ministero della Marina, anticipando le mosse dell'opposizione, blocca la vendita.[98]
- 19 settembre: direzione nazionale DC: il segretario Zaccagnini definisce il dialogo col PCI un rassegnato cedimento, ma viene contestato dall'ex segretario Fanfani; secondo quest'ultimo la sua linea politica di assoluta chiusura al PCI è stata decisa nel congresso che lo ha eletto segretario, e solo un congresso la può smentire. L'assise è unanime nel rifiutare la crisi di governo e le elezioni anticipate. Nonostante diversi distinguo, soprattutto dei dorotei, la linea di Zaccagnini viene approvata all'unanimità.

#### Ottobre
- 2 ottobre: dopo alcuni giorni di voci il ministro dell'industria annuncia due aumenti per la benzina: il primo a compenso della perdita di valore della lira rispetto al dollaro; il secondo, che entrerà in vigore all'inizio del 1976, per coprire il rincaro del greggio deciso dai produttori. Viene precisato che la somma dei due aumenti non supererà le 30 lire.[99]
- 3 ottobre: con 349 voti a favore e 54 contrari (i missini, un democristiano, un liberale e un socialdemocratico a titolo personale) la Camera autorizza il governo a sottoscrivere il trattato di Osimo che sancisce in via definitiva il confine tra Italia e Jugoslavia. La prima rinuncia a qualsiasi pretesa su Istria e Dalmazia, la seconda su Trieste e la zona A.
Il ministro dell'industria annuncia che riferirà alle commissioni industria del Senato e della Camera sui prossimi aumenti della benzina.
Nella fase di preparazione del congresso fanno discutere le impostazioni che De Martino darà all'assise, in netta polemica con le resistenze della DC a prendere atto dei cambiamenti introdotti dal voto del 15 giugno.[100]
- 7 ottobre: i ministri del tesoro e del bilancio annunciano al Senato che il disavanzo dello stato, già quantificato in 11.500 miliardi, aumenterà di ulteriori 6.000 miliardi per oneri non ancora identificati, legati alle maggiori uscite degli enti locali e degli istituti previdenziali. Viene precisato che i prossimi rinnovi contrattuali non sorretti da recuperi di produttività porteranno ad una nuova spinta al tasso d'inflazione.[101]
- 13 ottobre:, Sandro Pertini dà le dimissioni da presidente della Camera. Il gesto è motivato dalle polemiche dei repubblicani sulla neo costituita commissione parlamentare d'inchiesta sulle retribuzioni nel pubblico impiego. Due editoriali de La Voce Repubblicana accusano infatti il parlamento di essere il capofila della sperequazione attraverso i trattamenti alti del proprio personale. Moro e Leone invitano Pertini a desistere. Pertini ritira le dimissioni dopo aver appreso che tutti i gruppi parlamentari hanno deciso di respingerle.
Un incendio doloso distrugge la centrale telefonica dell'EUR, a Roma, isolando 14.000 utenze, tra le quali quelle di quattro ministeri, della Cassa del mezzogiorno, dell'INPS, della DC e della Società Generale Immobiliare. Dopo un incendio che ha distrutto un armadio con importanti fascicoli processuali al tribunale si parla apertamente di strategia del caos.[102]
- 14-18 ottobre: comitato centrale PSI: viene approvata all'unanimità la relazione di Francesco De Martino per l'alternativa socialista al governo, la cui mozione sarà presentata e discussa al congresso previsto a febbraio. I socialisti non torneranno al governo in questa legislatura e rifiutano la proposta di un compromesso storico.[103]
- 15-16 ottobre: esercitando una sua prerogativa il presidente della repubblica, Giovanni Leone, invia alle camere un articolato messaggio nel quale elenca una serie di nodi cruciali nella crisi economica, sociale e politica del paese, augurandosi che il legislatore riesca a porci un rimedio entro la fine della legislatura. Tutti i partiti, tranne il MSI, esprimono contrarietà al dibattito parlamentare perché non si possono giudicare e sanzionare gli atti di un organo politicamente non responsabile.[104]
- 19 ottobre: In un convegno organizzato a Milano in vista del congresso, cui prendono parte rappresentanti di Avanguardia operaia e Lotta Continua, il PDUP prende posizione sui colloqui tra sindacati e governo ed accusa il PCI di accettare un ridimensionamento delle richieste operaie. Franco Azara e Vittorio Foa si schierano risolutamente contro la collaborazione tra la DC e le sinistre.[105]
- 20 ottobre: viene reso noto un discorso tenuto dal cardinale vicario Ugo Poletti ai parroci romani, nel quale si prospetta l'ipotesi che alle elezioni di primavera Roma potrebbe essere consegnata a un'amministrazione marxista. Salvo il plauso del MSI le affermazioni del prelato sono fortemente contestate da tutti i partiti, che le considerano un'inaccettabile ingerenza in questioni che non riguardano la sua sfera di competenze. Una comunità di base capitolina rende noto un appello a Paolo VI nel quale si chiede alla Chiesa di rompere i rapporti coi profittatori del potere.[106]
- 29 ottobre: a Roma un commando armato spara da una macchina contro la sezione del MSI nel quartiere Prenestino; Mario Zicchieri, uno studente sedicenne viene ucciso, un quindicenne rimane gravemente ferito. Scoppiano disordini nel quartiere, dove un gruppo di militanti missini tenta per due volte di assaltare la sezione comunista. Nel quartiere Italia la locale sezione del PCI è fatta oggetto di gravi danni. Viene diffusa la voce che il delitto sia un'intimidazione verso il segretario della sezione missina, testimone al processo per l'omicidio di Mikis Mantakas.

#### Novembre
- 1º novembre: intervistato da Il Messaggero il segretario del PSI conferma la strategia dell'alternativa a sinistra, per creare le condizioni che portino ad una maggioranza di governo senza la DC. L'obiettivo, aggiunge De Martino, si può raggiungere accelerando il processo di revisione del PCI.[107]
- 2 novembre: muore assassinato Pier Paolo Pasolini.[108]
- 2-4 novembre: congresso del Partito radicale: il tema predominante dell'assise è l'idea di un patto federativo col PSI e una stretta collaborazione col PCI. Viene lanciato un appello alle forze parlamentari di sinistra per un rapido avvio dell'esame della proposta di legge per la depenalizzazione dell'aborto.[109]
- 2 novembre: un commando terrorista penetra nella centrale SIP di via Cristoforo Colombo, a Roma, e vi colloca cinque ordigni esplosivi, due dei quali esplodono provocando gravi danni.
Un gruppo di militanti del MSI si stacca da una manifestazione autorizzata in piazza Santi Apostoli, dove protestano contro il trattato di Osimo, e riescono a raggiungere il Quirinale, dove innalzano i simboli della falange spagnola e gridano slogan favorevoli al generalissimo Franco, ormai agonizzante a Madrid.
Il Senato approva col solo voto contrario del MSI la nuova legge sulla droga, che introduce la prevenzione e la depenalizzazione per possesso ad uso personale.[108]
- 6-7 novembre: si svolge presso la sede di via della Camilluccia un vertice tra i massimi esponenti della DC. Convocato dal segretario Zaccagnini vi partecipano il presidente del consiglio e i rappresentanti di tutte le correnti interne. Viene decisa la convocazione del congresso per febbraio, subito dopo quello socialista.[110]
- 7 novembre: l'ufficio centrale del referendum annuncia che le firme presentate a corredo della richiesta di referendum contro la punibilità dell'aborto sono valide. I quesiti devono ora passare al vaglio della Corte costituzionale, che dovrà esprimersi entro il 15 gennaio.[111]
- 9 novembre: il segretario di stato USA, Henry Kissinger, dichiara che un ricambio ai vertici della DC con elementi giovani e dinamici e una nuova coalizione di governo che sbarri la strada a qualsiasi forma di collaborazione col PCI sono gli obiettivi della politica estera americana.
Paolo VI scende in campo in difesa del cardinale Ugo Poletti. Riferendosi alle elezioni comunali previste in primavera il pontefice fa presente che la linea pastorale del vicariato di Roma mette in guardia contro formule inammissibili per la comunità ecclesiale. 
Tre centraline telefoniche della SIP; in diverse zone della città, sono danneggiate in altrettanti attentati incendiari.[112]
- 12-13 novembre: direzione nazionale DC: l'assise convoca il consiglio nazionale per il 23 novembre e affida alla giunta esecutiva del partito l'elaborazione del regolamento congressuale. Fanfaniani e dorotei tentano invano di far costituire una commissione rappresentata dagli equilibri del precedente congresso. Zaccagnini dichiara che rimarrà segretario fino al congresso, che deciderà se confermarlo o meno.
Consiglio nazionale del PLI: il partito è spaccato a metà tra la maggioranza di Giovanni Malagodi e Agostino Bignardi (confermati presidente e segretario) e la minoranza di Aldo Bozzi e Valerio Zanone. Oggetto del contendere è la questione comunista dopo le amministrative di giugno: per la minoranza l'anticomunismo pregiudiziale è una strada pericolosa, che finirebbe con l'isolare a destra il PLI assieme al MSI.[113]
- 13 novembre: dopo diversi annunci contraddittori il ministro dell'industria comunica il rinvio degli annunciati aumenti della benzina e del gasolio per autotrazione. Alla base della decisione ci sarebbe l'origine dell'effettiva necessità del maggior incasso per le compagnie petrolifere, l'aumento del dollaro o i maggiori prezzi applicati dai produttori.[114]
- 14 novembre: la procura di Roma chiede l'autorizzazione a procedere nei confronti dell'ex sottosegretario democristiano alla sanità Girolamo La Penna, e degli onorevoli Enrico Spadola (DC) e Ferruccio De Lorenzo (PLI). Il provvedimento, che coinvolge sei funzionari del ministero della sanità convocati per un interrogatorio, rientra negli sviluppi dell'inchiesta sul commercio di medicinali inutili o dannosi che ha portato alla condanna di Antonio Alecce, presidente dell'Istituto Farmacoterapico italiano. Le accuse sono di interesse privato ed omissione di atti d'ufficio e attentato alla salute pubblica.[115]
- 23-26 novembre: consiglio nazionale della DC: Zaccagnini respinge l'idea di una DC orientata a destra e polo moderato dello schieramento, che ritiene debba essere respinta con la stessa forza con cui don Sturzo respinse la medesima proposta da parte fascista. Restano in minoranza gli avversari della segreteria (dorotei, fanfaniani, andreottiani). Moro conclude i lavori affermando che l'esecutivo non può assumersi la responsabilità delle dimissioni: non esistendo un'alternativa lo sbocco della crisi di governo sarebbe il voto anticipato. Il congresso nazionale è ufficialmente convocato per le date del 29 febbraio o del 4 marzo.[116]
- 25 novembre: la procura di Roma emette 62 ordini di cattura nei confronti di altrettanti iscritti ad Avanguardia Nazionale per ricostituzione del disciolto partito fascista. Indagate oltre 500 persone.
Loris Fortuna annuncia di volersi dimettere dalla Camera per protesta contro l'operato socialista sul delicato tema del divorzio. La proposta di legge, elaborata da un'apposita commissione, secondo Fortuna è inopportuna dal momento che pende una richiesta di referendum che porterebbe alla completa depenalizzazione. In mano ai partiti (DC e MSI contro, PCI, PSI, PRI, PLI, PSDI a favore con limitazioni) la legge rischia di non rendere libero e gratuito quello che è secondo lui un diritto sacrosanto delle donne.[117]

#### Dicembre
- 3-13 dicembre: le commissioni riunite sanità e giustizia della Camera iniziano la discussione sulla proposta di legge per la depenalizzazione dell'aborto, cui si dichiarano contrari solo DC e MSI. L'infuocata discussione sui punti più delicati si sovrappone alle polemiche tra i partiti circa l'azione e il futuro del governo. Lo schieramento abortista concorda sulla libera scelta della donna nei primi tre mesi della gravidanza, ma non è escluso che si possa dividere tra piena libertà e aborto autorizzato da un controllo medico. Il contrasto tra DC e partiti di maggioranza spinge Moro a lanciare un appello al senso di responsabilità delle forze politiche, appoggiato in questo senso dai comunisti.Ugo La Malfa sfida i socialisti ad aprire la crisi e a dimostrare al paese di cosa sono capaci.Francesco De Martino, parlando alla direzione nazionale socialista, esclude di ritirare l'appoggio esterno, ma in sede di commissione si allarga lo scontro coi democristiani. Si dà vita all'asse DC-PCI contro l'aborto libero, che limita le trattative e porta al rifiuto di molte proposte di PSI, PRI, PSDI e PLI. Quando la Consulta dà il via libera al referendum, il PSI non esclude le elezioni anticipate per rinviarlo di un anno.[118]
- 15 dicembre: il consiglio della Conferenza Episcopale Italiana rivolge un appello ai politici italiani contro la depenalizzazione dell'aborto, definito un crimine degno del nazismo. Nelle stesse ore viene votato l'articolo 5 della legge secondo la formulazione voluta da DC e PCI, che limita la scelta della donna a favore della discrezionalità del medico. Loris Fortuna chiede a Moro una presa di posizione del governo contro la presunta ingerenza clericale.[119]
- 16 dicembre: parlando alla Camera sul bilancio di previsione 1976 il ministro delle finanze, Bruno Visentini, dichiara che il gettito delle imposte dirette con prelievo alla fonte a tutto settembre del 1975 è stato di 2.179 miliardi contro una previsione di 1.900. Si registra un crollo del prelievo dell'IVA, 2.100 miliardi contro 3.122. La constatazione che il fisco gravi in gran parte sul lavoro dipendente, che paga anzi più di quanto programmato, porta ad una nuova polemica dei socialisti contro il governo.
- 23 dicembre: consiglio dei ministri: viene varato il piano della riconversione industriale, che prevede fino a 18.000 miliardi di investimenti. Sono aboliti gli esami di riparazione nella scuola media inferiore. Viene introdotta la nuova moneta metallica da 200 lire.[120]

### 1976

#### Gennaio
- 5 gennaio: il partito socialista comunica ufficialmente il ritiro dell'appoggio esterno al governo. Alla base della decisione un forte mutamento nella politica economica e una maggiore responsabilizzazione del PCI Ugo La Malfa invita il PSI a entrare nell'esecutivo con propri ministri, il PCI fa appello contro una crisi che porterebbe quasi certamente a elezioni anticipate.[121]
- 6 gennaio: il consiglio dei ministri prende atto del ritiro dell'appoggio socialista. Subito dopo Moro sale al Quirinale e rassegna le dimissioni al capo dello stato.[122]